# Антикоррозийщик
Антикоррозийщик — рабочий, специалист по нанесению антикоррозионной защиты. В основном нанесение лакокрасочных материалов (ЛКМ) методом безвоздушного распыления. Покрытие поверхностей резервуаров, отстойников, цистерн, другого оборудования, изделий и деталей эпоксидными и другими смолами, лаками, пенопластом и другими материалами.
Должен знать: устройство и принцип действия обслуживаемого оборудования; физико-химические свойства ЛКМ в пределах выполняемой работы; способы подготовки поверхностей (пескоструйная очистка); режим полимеризации; способы приготовления различных компаундов; требования, предъявляемые к применяемым материалам и готовой продукции.
Код профессии по ОКПДТР
| Код   | КЧ | Наименование профессии | Диапазон тарифных разрядов | Код выпуска ЕТКС | Код по ОКЗ |
| ----- | -- | ---------------------- | -------------------------- | ---------------- | ---------- |
| 10062 | 2  | Антикоррозийщик        | 3-4                        | 02               | 8223       |

## Профессиональные навыки
Работа на большой высоте‚ использование альпинистского снаряжения‚ навыки промышленного альпинизма качественные малярные работы‚ умелое обращение с разнообразными лакокрасочными материалами и др.

## Правила безопасности
Основными мероприятиями по безопасности труда маляра являются: автоматизация и механизация технологических процессов подготовки ЛКМ и нанесения покрытий; герметизация оборудования; замена в составе ЛКМ токсичных веществ менее вредными; обеспечение эффективной работы местной вентиляции рабочих мест.

## Профессиональные заболевания
Относится к особо опасными видами деятельности (Производственный травматизм). Наиболее часто встречаются заболевания мышц, связок и суставов верхних конечностей. Заболевания опорно-двигательного аппарата — стенозирующие лигаментиты. В зависимости от характера вдыхаемой пыли выделяют различные виды пневмокониозов (силикоз, силикатозы, металлокониозы, карбокониозы и т. д.).